# 24 janvier 1886
Le dimanche 24 janvier 1886 est le 24e jour de l'année 1886.

## Naissances
- Pierre Boven, juriste, botaniste et ornithologue suisse († 28 février 1968).
- Henry King, réalisateur américain († 29 juin 1982).
- Ernest Langrogne, ingénieur et chef d'entreprise français († 25 juin 1967).

## Décès
- Walter Burrell, avocat et homme politique anglais (° 26 octobre 1814).
- Rosaline-Théodorine Thiesset (Mademoiselle Théodorine, Madame Mélingue), actrice française (° 24 décembre 1813).
- Ilia Nikolaïevitch Oulianov, haut fonctionnaire russe de l'éducation, père d'Alexandre et de Lénine (° 31 juillet 1831).
- Sebastiano Tecchio, avocat et homme politique italien (° 3 janvier 1807).